# Piotr Licznerski
Piotr Licznerski (ur. 10 stycznia 1986) – polski wioślarz.

## Osiągnięcia
- Mistrzostwa Świata U-23 – Glasgow 2007 – czwórka podwójna – 7  miejsce[1].
- Mistrzostwa Europy – Poznań 2007 – czwórka podwójna – 9. miejsce[1].
- Mistrzostwa Europy – Ateny 2008 – czwórka podwójna – 7. miejsce[1].
- Mistrzostwa Europy – Brześć 2009 – czwórka podwójna – 3. miejsce[1].
- Mistrzostwa Europy – Montemor-o-Velho 2010 – jedynka – 17. miejsce[1].